# Erizipeloid
Erizipeloid ili crveni vjetar je oblik potkožnog celulitisa koji se najčešće javlja na rukama, a manje često na vratu i licu. Uzročnik je Erysipelothrix rhusiopathiae. 
Simptomi: crvenilo, toplina, oteklina i bolnost regionalnih limfnih čvorova.
Liječi se antibioticima i mirovanjem.

## Pogledajte također
- Flegmona
- Apsces
- Empijem
- Hidradenditis
- Panaricij
- Erizipel
- Plinovita gangrena
- Nekrotizirajući fasciitis
- Paronihija
- Tetanus
- Furunkul
- Karabunkul
- Progresivna bakterijska sinergistična gangrena
- Erysipelothrix rhusiopathiae
- Penicilin